# Parigi-Roubaix 1964
La Parigi-Roubaix 1964, sessantaduesima edizione della corsa, fu disputata il 19 aprile 1964, per un percorso totale di 265 km. Fu vinta dall'olandese Peter Post, giunto al traguardo con il tempo di 5h52'19" alla media di 45,129 km/h davanti a Benoni Beheyt e Yvo Molenaers.
Presero il via da Parigi 137 ciclisti, 81 di essi tagliarono il traguardo a Roubaix.

## Ordine d'arrivo (Top 10)
| Pos. | Corridore          | Squadra                      | Tempo    |
| ---- | ------------------ | ---------------------------- | -------- |
| 1    | Peter Post         | Flandria-Romeo               | 5h52'19" |
| 2    | Benoni Beheyt      | Wiel's-Groene Leeuw          | s.t.     |
| 3    | Yvo Molenaers      | Wiel's-Groene Leeuw          | s.t.     |
| 4    | Willy Bocklant     | Flandria-Romeo               | s.t.     |
| 5    | Louis Proost       | Solo-Superia                 | a 2'28"  |
| 6    | Frans Melckenbeeck | Mercier-BP-Hutchinson        | a 2'32"  |
| 7    | Jean Stablinski    | St.Raphael-Gitane-Campagnolo | s.t.     |
| 8    | Jan Janssen        | Pelforth                     | s.t.     |
| 9    | Gilbert Desmet     | Wiel's-Groene Leeuw          | s.t.     |
| 10   | Tom Simpson        | Peugeot-BP-Englebert         | s.t.     |